# Епархија сремска
Епархија сремска је епархија Српске православне цркве, са седиштем у Сремским Карловцима, где се налазе и Саборна црква, владичански двор и богословија.
Надлежни архијереј је епископ Василије (Вадић), на престолу од 1986. године.
Епархија сремска покрива већи део историјске области Срем и то његов највећи део у Србији (изузев дела градског подручја Београда) и веома мали део у Хрватској (три парохије: Илок, Шидски Бановци и Товарник).

## Историја
Епархија сремска је баштиник духовне традиције древног правоверног, односно православног хришћанства из времена позноантичке Сирмијумске епископије, која је постојала све до почетка 7. века. Први сирмијумски епископ о коме су остали писани трагови био је свештеномученик Иринеј Сирмијумски. У потоњем периоду, на простору Срема смењивале су се различите црквене јурисдикције и државне власти, а област су настањивали разни народи. Од почетка 11. века, када је Срем поново потпао под византијску власт, православна Сремска епископија налазила се под јурисдикцијом Охридске архиепископије.
Крајем 12. века, Срем је потпао под угарску власт, што је почетком 13. века довело до гашења православне Сремске епископије и успостављања римокатоличке Сремске бискупије. Од тог времена, православно становништво Срема било је упућено на јерархију Српске архиепископије, установљене 1219. године заслугом Светог Саве, првог српског архиепископа, чији је наследник Арсеније I био родом из Срема.
Током 15. века, број православних хришћана у Срему знатно се повећао услед досељавања Срба из јужних области, који су се склањали пред Турцима. Посебна епархија за подручје Београда и Срема, са седиштем у манастиру Крушедолу, а касније у манастиру Хопову, организована је око 1500. године, када је београдско-сремски митрополит постао Максим Крушедолски (бивши српски деспот Ђорђе Бранковић, који се раније замонашио). Од тог времена, Срем је био део Београдско-сремске епархије.
Уздизање значаја епархије везано је за бурно раздобље изградње фрушкогорских манастира. Оно се може ограничити на време боравка чланова породице Бранковић у Срему, који ту долазе 1465. године (те године Вук Гргуревић је добио на управу поседе Купиник и Беркасово). Чудно је да је ово раздобље, од смрти патријарха Арсенија II (1463) до обнављања Српске патријаршије (1557), за православну цркву у Срему толико плодоносно, истовремено и најтеже доба у историји Српске православне цркве.
Након пада Српске деспотовине 1459. године највећи део подручја Српске патријаршије је доспео под непосредну управу Охридске архиепископије. То је омогућило да Срем, са својим бројним православним становништвом, преузме верску, а у много чему и националну) мисију у српском народу. То није изненађујуће, будући да је српска присутност у панонским областима била веома жилава и задржаће се у свим раздобљима стране власти — угарске, турске и аустријске, које су се наизменично смењивале.

### Карловачка митрополија
Подробније: Карловачка митрополија.
Јачањем значаја Срема за српство северно од Саве и Дунава и премештањем седишта митрополита из Сентандреје почетком 18. века прво у манастир Крушедол 1708, а потом и у Сремске Карловце 1713. године, Сремска епархија се утапа у Карловачку митрополију, касније и патријаршију (1848—1920). Током патријаршијског раздобља, Срем је био под непосредном управом подбележника патријарха као Архидијецеза сремскокарловачка. Она је тада обухвата много шире подручје од данашњег дела Срема у Србији, покривајући на западу значајан део Славоније, све до Ђакова (тј. већи део подручја данашње Епархије осјечкопољске и барањске).

### Епархија сремска
Сремски Карловци су званично до 1920. године били седиште Карловачке патријаршије. мада је суштински српски патријарх овде боравио до 1936. године. После смрти патријарха Лукијана 1913. године, престолом су администрирали епископи Мирон Николић, Михаило Грујић и Георгије Летић.
Од 1920. до 1928. године титуларни епископ Сремске Митровице био је Максимилијан Хајдин. После тога као викарни епископ сремски служио је Иринеј Ђорђевић (1928—1931). Доношењем Устава СПЦ 1931. године подручје ове епархије улази у Архиепископију београдско-карловачку. Српски патријарси су потом имали викарне сремске епископе за ово подручје. Ово звање носили су: Тихон Радовановић (1932—1934), Сава Трлајић (1934—1938) и Валеријан Прибићевић (1940—1941). Током овог раздобља значај и богатство српске цркве у Срему досеже врхунац. Срем и Фрушкогорски манастири постају средишта обнове монаштва и јачања богомољачког покрета. Колики је био значај Фрушкогорских манастира види се и из тога што су многи послужили за смештај руских монаха и монахиња, избеглих из Руске Империје после Октобарске револуције, од којих су многи били племенитог рода.
Током Другог светског рата Срем је припојен злогласној НДХ, па су српски живаљ и српска црква тешко страдали. Већина Фрушкогорских манастира и других светиња је намерно уништавана, а црквена имовина разнашана. Манастир Бешеново је чак бомбардован од стране Немаца.
Свети архијерејски сабор Српске православне цркве на свом првом редовном заседању после Другог светског рата 1947. године донео је одлуку о оснивању самосталне Епархије сремске. За њеног администратора постављен је епископ злетовско-струмички Викентије Проданов, који је био протеран са своје епархије у Македонији. Од 1951. године епархија има своје епископе. Ређају се: Никанор Иличић (1951—55), Макарије Ђорђевић (1955—78), Андреј Фрушић (1980—86) и Василије Вадић (1986-). У време СФРЈ утицај цркве био је ограничен, што се посебно осетило у епархијама које су тешко страдале током Другог светског рата, попут Сремске. После рата чак је настављено растурање оштећених и опустелих манастира. Грађа од полуурушених конака послужила је за подизање домова културе и зграда по сеоским задругама у оближњим селима. Обнови манастира и цркава се приступило деценију-две касније, када је „стега власти“ мало попустила, али су у таквим околностима дате делатности биле споре и ограничене.
Тек почетком 1990-их почиње значајнија обнова сремских светиња и јачање духовности. Последњих година много је урађено на обнови манастира, али неки још увек нису у целости обновљени (Кувеждин, Ђипша). У случају Манастира Бешеново, најтеже страдалог током Другог светског рата, тачније збрисаног, тек је започета обнова.
У оквиру Епархије сремске програм емитује Радио Српски Сион, са седиштем у Руми.

## Архијереји
Митрополити и архиепископи београдски и сремски и њима подређени викарни епископи хоповски:
- Максим Бранковић (1508—1516),
- Јаков (1560-61),
- Макарије (1589),
- Висарион (1612),
- Теодор (1623—1628),
- Авесалом (1631—1632),
- Јосиф (викарни епископ хоповски, пре 1641),
- Неофит (викарни епископ хоповски, пре 1641),
- Лонгин (1645—1647),
- Иларион (1650—1654),
- Јефрем (1662—1672),
- Пајсије (1678—1680),
- Евтимије Поповић, до 1689.?

### Карловачки митрополити и епископи сремски
Сремска епархија се утапа у Карловачку митрополију у време Хабзбуршке власти.

### Викарни Епископи сремски
Викарни Епископи сремски кад је Срем подпадао под Архиепископију београдско-карловачку:
- Максимилијан Хајдин (1920—28), епископ администратор
- Иринеј Ђорђевић (1928—31), викарни епископ
- Тихон Радовановић (1921—1934), викарни епископ
- Сава Трлајић (1934—38), викарни епископ
- Валеријан Прибићевић (1940—41), викарни епископ

### Епископи сремски
Епископи Епархије сремске од издвајања из Архиепископије београдско-карловачке:
| Портрет | Име и презиме      | Време службе                   | Напомене                  |
| ------- | ------------------ | ------------------------------ | ------------------------- |
|         | Викентије Проданов | 1947—51, епископ администратор | од 1950. патријарх српски |
|         | Никанор Иличић     | 1951—55                        |                           |
|         | Макарије Ђорђевић  | 1955—78                        |                           |
|         | Андреј Фрушић      | 1980—86                        |                           |
|         | Василије Вадић     | од 1986                        |                           |

## Манастири и цркве
Манастири Епархије сремске су:
1. Беочин,
2. Беркасово,
3. Бешеново,
4. Велика Ремета,
5. Водице,
6. Врањаш,
7. Врдник,
8. Манастир Ваведења,
9. Гргетег,
10. Дивша,
11. Јазак,
12. Крушедол,
13. Кувеждин,
14. Мала Ремета,
15. Манђелос,
16. Ново Хопово,
17. Обед,
18. Петковица,
19. Привина Глава,
20. Раковац,
21. Савинац,
22. Старо Хопово,
23. Фенек,
24. Шишатовац.

## Намесништва
Епархија сремска подељена је на осам архијерејских намесништава:
- Земунско у Сурчину.
- Пећиначко у Пећинцима.
- Подунавско у Сремској Каменици.
- Румско у Руми.
- Сремскокарловачко у Сремским Карловцима.
- Сремскомитровачко у Сремској Митровици.
- Старопазовачко у Новој Пазови.
- Шидско у Шиду.